# Robert Southwell
Robert Southwell S.J. (ur. ok. 1561, zm. 21 lutego 1595) – święty katolicki, męczennik, angielski poeta metafizyczny, gorliwy wyznawca katolicyzmu.

## Życiorys
Urodził się w Horsham St Faith w hrabstwie Norfolk, w katolickiej rodzinie ziemiańskiej. Od 1576 kształcił się poza Anglią, najpierw we francuskim mieście Douai, następnie w Paryżu, gdzie pozostawał pod opieką Thomasa Darbyshire’a S.J. Po dwuletnim nowicjacie spędzonym przeważnie w Tournai, wstąpił do zakonu jezuitów. Pomimo młodego wieku, został mianowany przełożonym angielskiego kolegium w Rzymie, a w 1584 lub 1585 wyświęcony na księdza.
W tym samym roku wszedł w życie akt królowej Elżbiety zakazujący pod karą śmierci jej angielskim poddanym, którzy zostali wyświęceni na księży w zakonach katolickich od jej wstąpienia na tron, przebywania w Anglii przez więcej niż czterdzieści dni. Mimo tego Southwell odważnie postanowił złamać to prawo i w 1586 razem z Henrym Garnettem udał się na misję do Anglii. Krążył od jednego do drugiego katolickiego domu, odprawiając rytuały Kościoła, a w 1589 został kapelanem Ann Howard, której mąż, pierwszy earl Arundell, przebywał w więzieniu oskarżony o zdradę. To do niego Southwell adresował swój Epistle of Comfort (List o pocieszeniu). Ten i inne spośród jego traktatów religijnych, jak A Short Rule of Good Life (Krótka reguła dobrego życia), Triumphs over Death (Tryumfy nad śmiercią), Mary Magdalen's Tears (Łzy Marii Magdaleny) i Humble Supplication to Queen Elizabeth (Uniżona suplika do królowej Elżbiety) szeroko kursowały w manuskryptach, niosąc katolikom pocieszenie w czasie prześladowań. Znalazły uznanie także poza kręgami katolickimi, czego dowodzi naśladowanie Mary Magdalen's Tears w Christ's Tears over Jerusalem (Łzy Chrystusa nad Jeruzalem) Thomasa Nasha.
Po sześciu latach pełnej sukcesów pracy aresztowano Southwella, który miał zwyczaj odwiedzać dom Richarda Bellamy’ego koło Harrow, podejrzanego o związki z Jerome’em Bellamym, skazanego na śmierć za współudział w spisku Anthony’ego Babingtona. Jedna z jego córek, Anne Bellamy, aresztowana i uwięziona w Holborn, wydała poczynania Southwella Richardowi Topcliffe’owi, który natychmiast go aresztował.
Southwell został uwięziony w domu Topcliffe'a podczas odprawiania mszy. Był tam poddawany torturom w próżnej nadziei, że da się z niego wyciągnąć jakieś dowody przeciw innym księżom. Przeniesiono go do więzienia w Westminsterze, gdzie był bardzo źle traktowany. Przeniesiono go następnie do więzienia w londyńskim Tower, jednak aż do lutego 1595 nie odbyły się żadne rozprawy.
Nie ma większych wątpliwości, że dużą część swojej poezji (która nie została opublikowana za jego życia) napisał w więzieniu. 20 lutego 1595 odbył się jego proces przed sądem King’s Bench, gdzie przedstawiono mu zarzut zdrady stanu. Następnego dnia został powieszony w Tyburn. Jeszcze przed powieszeniem wypierał się jakichkolwiek złych zamiarów wobec królowej i państwa.

## Twórczość
W 1602 ukazał się tomik St. Peter's Complaint, with Other Poems. Najbardziej znanym wierszem poety jest Burning Babe. Na język polski utwór ten przetłumaczył Stanisław Barańczak. Liryka Southwella charakteryzuje się kunsztem wersyfikacyjnym. Poeta stosuje klasyczne strofy i aliterację, jak w tytule Lewd Love is Loss, lub w poniższej zwrotce.
Like solest swan, that swims in silent deep,
And never sings but obsequies of death,
Sigh out thy plaints, and sole in secret weep,
In suing pardon spend thy perjur’d breath;
Attire thy soul in sorrow’s mourning weed,
And at thine eyes let guilty conscience bleed.
(St. Peter's Complaint)
Jego wiersze wywarły wpływ na twórczość Thomasa Nashe’a, Thomasa Lodge’a i Williama Szekspira.

## Wyniesienie na ołtarze
Beatyfikowany 29 grudnia 1886 przez papieża Leona XIII i 25 października 1970 roku kanonizowany w grupie Czterdziestu męczenników Anglii i Walii przez Pawła VI.
Wspomnienie liturgiczne obchodzone jest w Kościele katolickim w dies natalis (21 lutego).